# Blohm & Voss BV 246

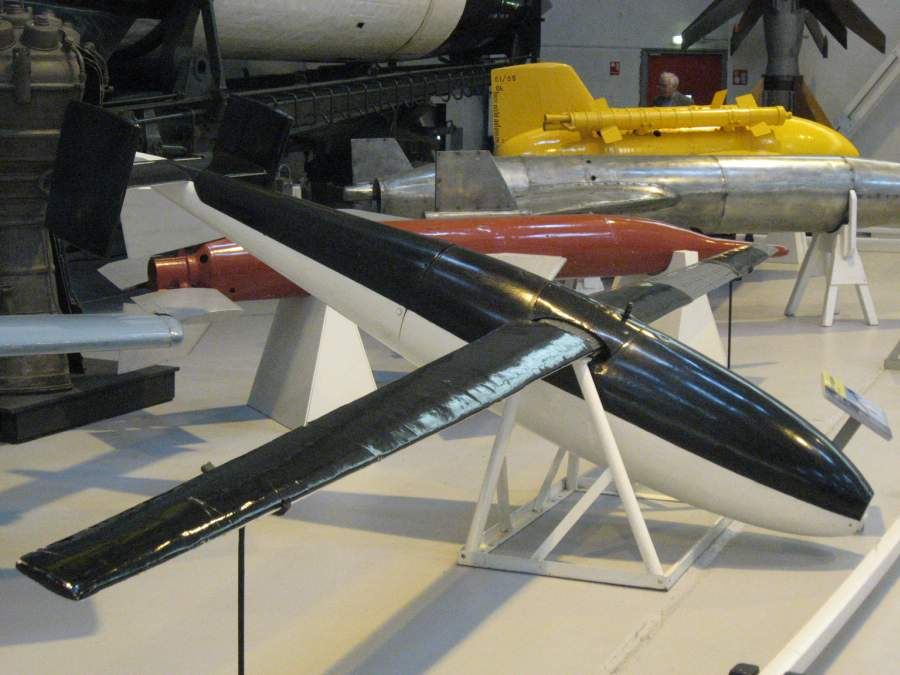
Střela v muzeu RAF v Cosfordu

Blohm und Woss Bv 246 Hagelkorn byla řízená klouzavá letecká puma používaná proti zvláštním cílům (lodě, mosty…). Měla dokonale hladký proudnicový tvar a štíhlá křídla, která jí dávala klouzavý poměr 1:25. Navrhl ji dr. Richard Vogt, zpočátku se pro ni používalo označení Bv 226, až později 12. prosince roku 1943 se označení změnilo na definitivní Bv 246.

## Popis
Konstrukce střely byla poměrně jednoduchá, na proudnicovém trupu byla přimontována štíhlá křídla o rozpětí 6, 4 m s velmi neobyčejnou konstrukcí. Kolem ocelovo-hliníkového jádra byla tenká vrstva betonu a napružené křídlo při vypuštění vzdálilo pumu od bombardéru. V zadní části stroje byly křížové ocasní plochy.
Pumu nesl pod trupem bombardér (nejčastěji He 111, ale unesl ji i Fw 190) a když ji letadlo vyneslo do velké výšky (až 10 000 metrů), mohla doklouzat až 200 km do cíle. To chránilo bombardér před protiletadlovou palbou ze země.

## Použití
Bylo testováno několik naváděcích systémů, mezi nimi i "Radieschen", který sloužil k navádění na radarový vysílač. Hagelkorn tak byla první anti-radarová střela. Projekt byl zrušen, když se Britové naučili účinně rušit německé radiové navádění a když se osvědčil systém V-1. Pum se vyrobilo přes 1 000 ks, ale žádná nebyla použita v boji.

## Technické parametry
- Rozpětí křídel : 6408 mm
- Délka: 3525 mm
- Hmotnost: 730 kg
- Motor: žádný
- Váha výbušnin : 435 kg
- Dolet : okolo 210 km (pokud se shodila z výšky 10 000 m při rychlosti 550 km/h)